# Палаццо Преторио (Чивидале-дель-Фриули)
Палаццо Преторио, или Палаццо Чивидале-дель-Фриули (итал. Palazzo Pretorio, Рalazzo di Cividale del Friuli) — дворец (итал. palazzo — дворец) эпохи итальянского Возрождения, расположенный в Чивидале-дель-Фриули, городе на северо-востоке Италии. Проект палаццо приписывается выдающемуся венецианскому архитектору Андреа Палладио. Ещё одно название — Дворец венецианских надзирателей, или судей (итал. Palazzo dei Provveditori veneti). Здание построено между 1565 и 1615 годами. С 1990 года в нём находится Национальный археологический музей (Museo Archeologico nazionale) Чивидале.

## История
Историк искусства эпохи Возрождения Джорджо Вазари свидетельствовал о существовании проекта Дворца судей в Чивидале (Palazzo Pretorio di Cividale), для которого Андреа Палладио выполнил модель; он также написал, что архитектор присутствовал на церемонии закладки здания. Сообщение городского совета о строительстве Преторианского дворца датируется 1559 годом, после того как Венецианская республика решила отделить древнюю фриульскую столицу от остальной части страны, назначив ей собственную территорию и местного администратора. Однако закладку фундамента пришлось отложить до марта 1565 года, когда появились денежные средства. Палаццо было построено на месте средневекового патриаршего дворца, серьёзно пострадавшего во время землетрясения 1511 года.
Через несколько лет после начала строительства работы прекратились, а затем возобновились после как минимум пяти лет простоя, то есть в 1580 году. Дворец был завершён в 1586 году. Вклад самого Палладио в строительство не вполне ясен, даже если посчитать первый этаж с каменными выступами результатом исследований Палладио римских древностей в Далмации, в частности амфитеатра в Пуле (ныне Хорватия). Вероятно, строительство здания велось, по крайней мере, без контроля Палладио и без особого уважения к его первоначальному проекту.
В палаццо должны были разместиться резиденции важных придворных персон: магистратов, судей, «низших министров» (судебных исполнителей и надзирателей), канцлера и викария в двух отдельных частях мезонина. Часть здания была достроена до крыши не ранее 1605 года. Только после 1607 года весь двор наконец смог жить в своих квартирах, в то время как работы ещё проводились в главных представительных помещениях. Строительство дворца было завершено в 1615 году. Вероятно, некоторые вмешательства пришлось продолжить, поскольку гостевой дом был создан в помещении на первом этаже не ранее 1618 года.
На первом этаже (помимо личных комнат администратора, небольшого оратория, кухни, столовой и гостевых комнат) располагался не только зал, но прежде всего приемная, где администратор в ходе судебных процессов вызывал своих подчинённых или принимал тех, кто обращался к нему с мольбами или жалобами. На первом этаже (в северной части) располагались так называемая «налоговая палата» (camera fiscale), в которой действовал назначенный городом камергер, а затем «столкновение» (scontro) и камеры предварительного заключения (одна для мужчин, одна для женщин). Наконец, к зданию примыкал нижний корпус, где размещался архив, состоящий в основном из протоколов судебных заседаний и приговоров.
В 1779 году республика решила передать дворец в собственность «Великому Сообществу» (Magnifica Comunità), которое с 1796 года стало проводить здесь заседания Совета в течение не менее тридцати лет. В XIX веке дворец стал резиденцией различных государственных учреждений: издательства «Fulvio Giovanni», а затем «Banca Cooperativa di Cividale». Наконец, он был избран местом расположения «Национального археологического музея Чивидале».

## Архитектура
Двухъярусный фасад здания, несмотря на многие утраты и переделки, несёт в себе следы творчества Палладио. Ряд арок (одна центральная и по четыре с каждой стороны) образуют лоджию. Арки помещены и на втором ярусе вместе с пилястрами любимого Палладио композитного ордера, придающие фасаду вертикальный ритм.